# High Up
High Up è un cortometraggio del 1928 diretto da Walt Disney.
È il 21º cortometraggio animato con protagonista Oswald il coniglio fortunato. Fu distribuito dalla Universal Pictures il 6 agosto 1928.